# Najla Bouden
Najla Bouden Romdhane (arab. نجلاء بودن رمضان; ur. 29 czerwca 1958 w Kairuanie) – tunezyjska geolożka; w latach 2021–2023 premier Tunezji, pierwsza kobieta na tym stanowisku w Tunezji i w całym świecie arabskim.

## Życiorys
Studiowała we Francji, gdzie na École des Mines de Paris uzyskała doktorat z geologii. Skupiła się w nim na sejsmice w Tunezji. Była profesorem w Narodowej Szkole Inżynierów (National Engineering School of Tunis) na Uniwersytecie Al-Manar w Tunisie. Wydała 2 książki, w tym pracę doktorską.
W 2011 objęła stanowisko dyrektora ds. jakości w tunezyjskim Ministerstwie Szkolnictwa Wyższego i Badań Naukowych. Odpowiadała za badania naukowe i realizację programów we współpracy z Bankiem Światowym.
W 2016 otrzymała tytuł Damy Narodowego Orderu Zasług Tunezji.
W dniu 29 września 2021 w czasie tunezyjskiego kryzysu politycznego prezydent Tunezji Kajs Su'ajjid poprosił ją o sformowanie rządu i przewodniczenia mu. Tym samym Bouden stała się pierwszą kobietą w historii Tunezji i pierwsza w świecie arabskim pełniąca funkcję szefowej rządu. Urząd objęła 11 października 2021. Zgodnie z wolą prezydenta, podczas stanu wyjątkowego w Tunezji parlament podlegał jej władzy.
Urząd premiera pełniła do 2 sierpnia 2023, kiedy na czele nowego rządu stanął Ahmad al-Haszszani.